# Cathay Pacific
Cathay Pacific (кит.: 国泰 航空, SEHK: 0293
, укр. Катай пасифік) — флагманська авіакомпанія Гонконгу. Базується в Міжнародному аеропорту Гонконгу, здійснює регулярні пасажирські та вантажні перевезення за 114 пунктами призначення у всьому світі.
Cathay Pacific — одна з шести авіакомпаній світу, що мають п'ятизірковий рейтинг Skytrax. Cathay Pacific є членом альянсу Oneworld. Керуючою авіакомпанією є Swire Group.

## Історія

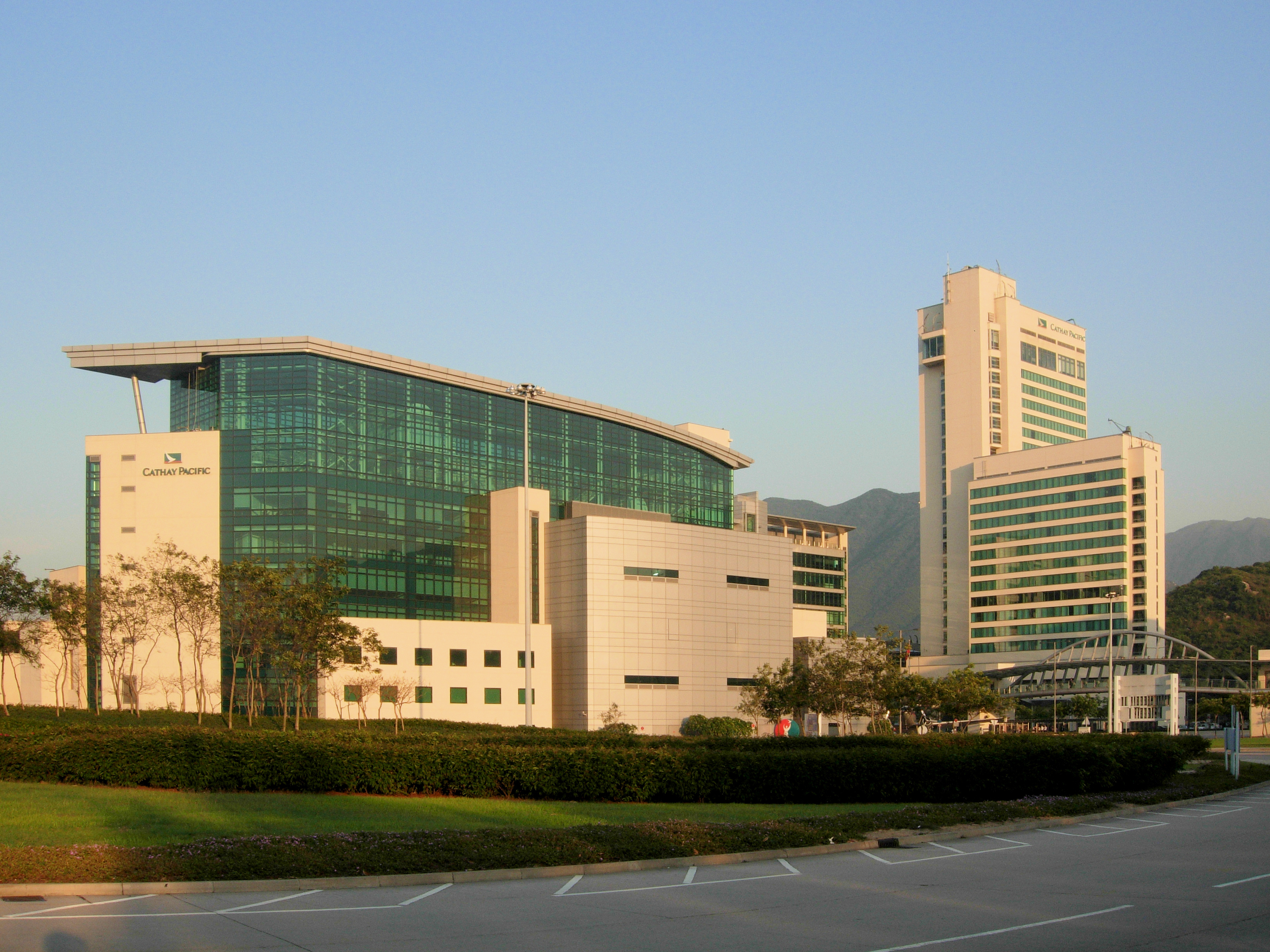
Штаб-квартира авіакомпанії

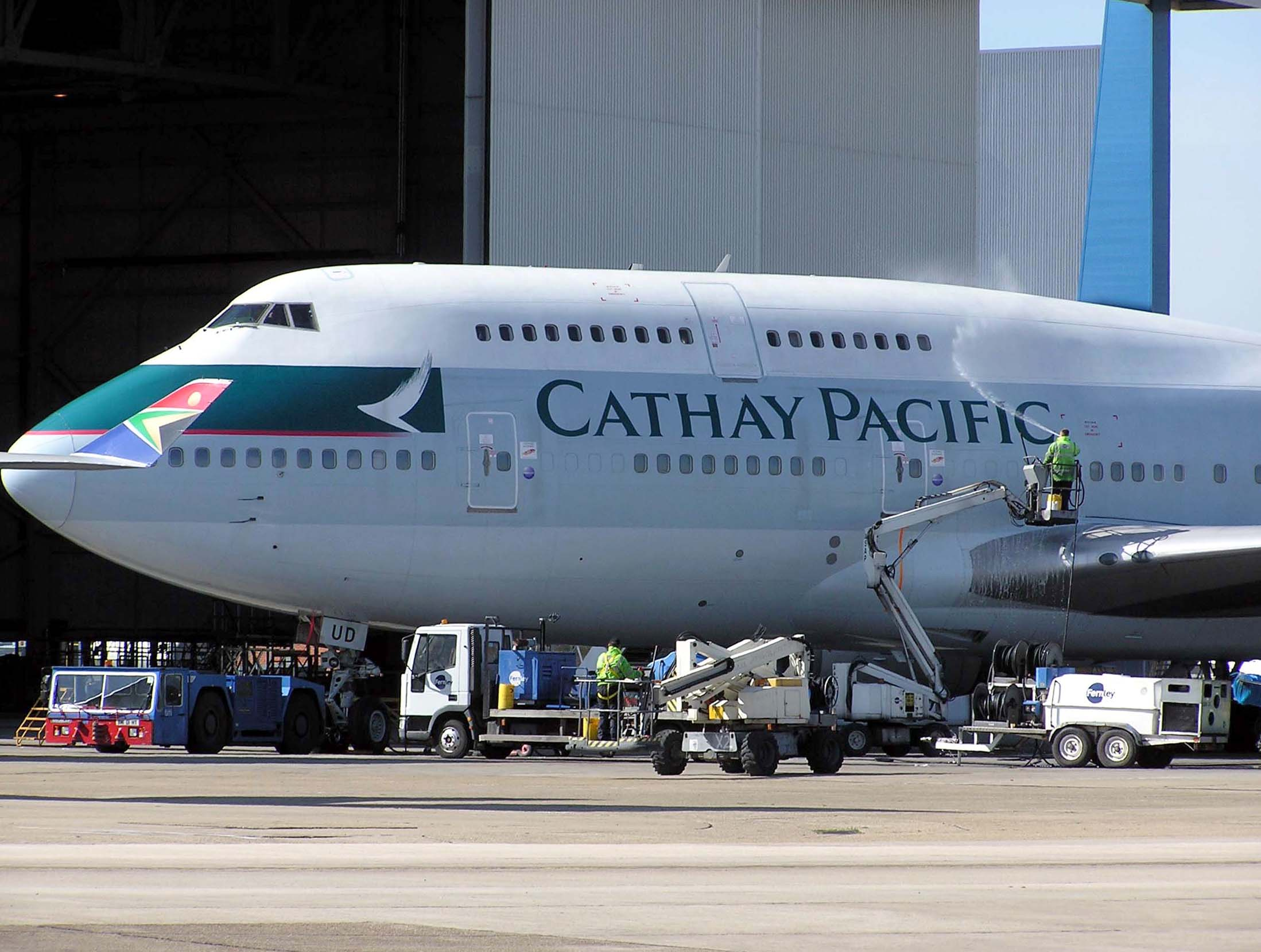
Boeing 747–400 Cathay Pacific в аеропорту Хітроу

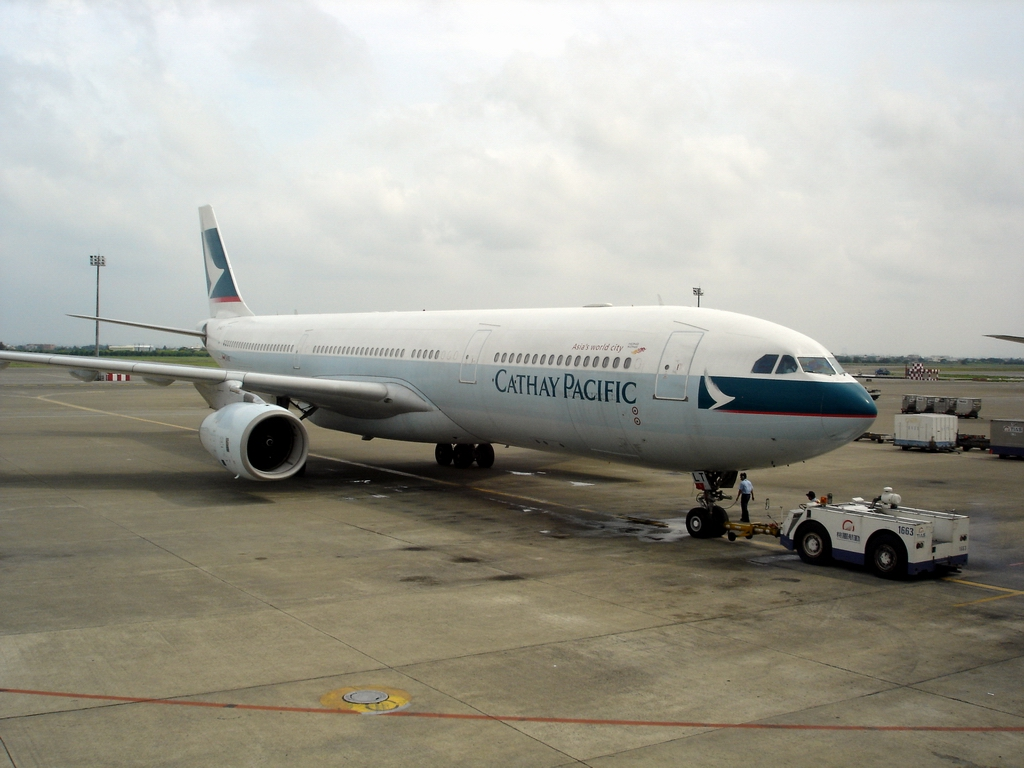
Airbus A330-300 в Міжнародному аеропорту Тайвань Таоюань

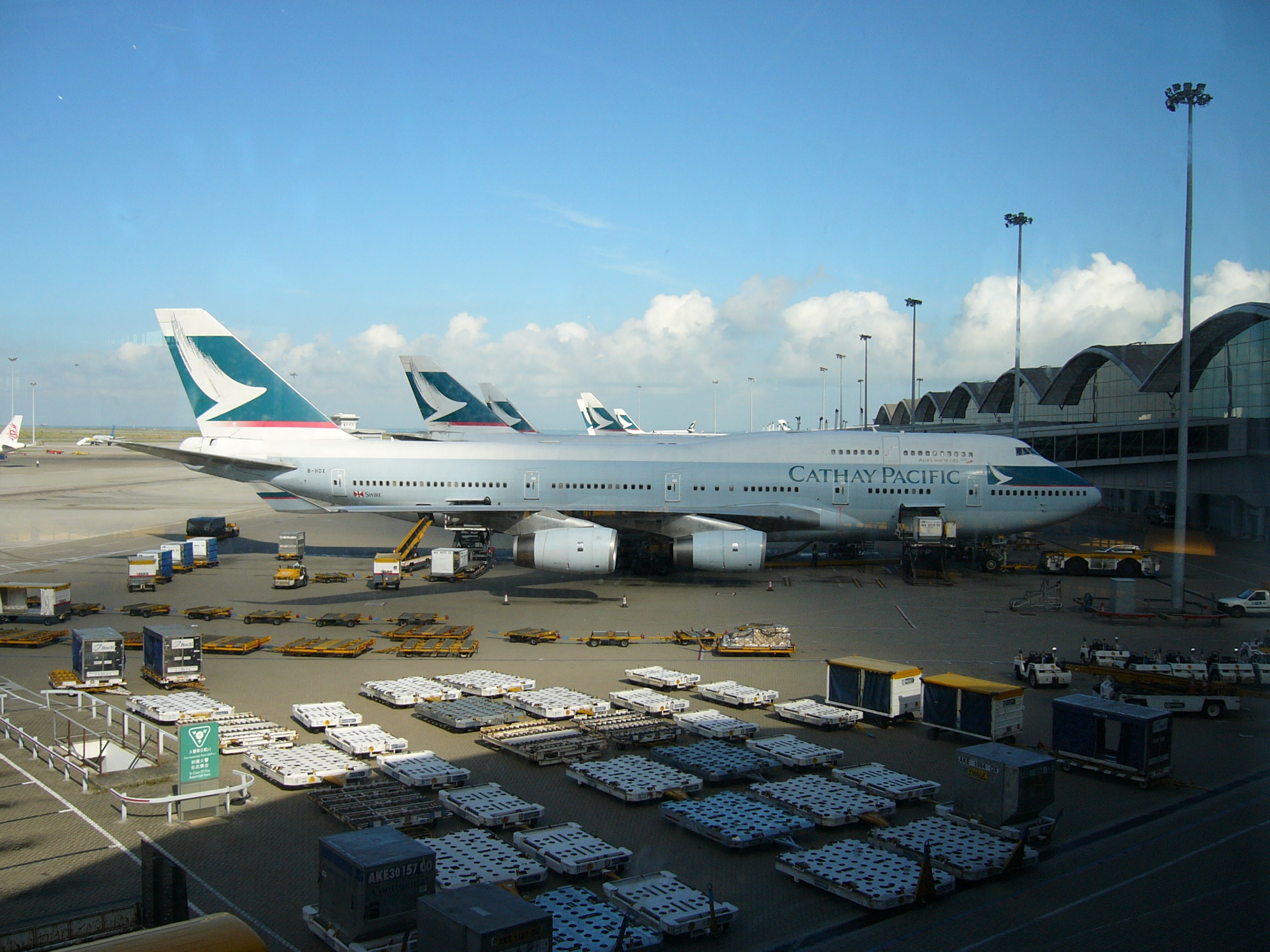
Літак Cathay Pacific в Міжнародному аеропорту Гонконгу

### Ранні роки
Cathay Pacific була заснована в Гонконзі 24 вересня 1946 року колишнім пілотом ВПС США Роєм Фарреллом та австралійським пілотом Сіднеєм де Канцов. Вони обидва служили під час Другої світової війни в Гімалаях. Спочатку авіакомпанія базувалася в Шанхаї, пізніше партнери переїхали до Гонконгу, де «Cathay Pacific Airways» офіційно почала свою діяльність. Назва «Cathay» — одна з середньовічних назв Китаю, похідне від «Khitan», а слово «Pacific» у назві пов'язано з тим, що Фаррелл однією з цілей компанії ставив перельоти через Тихий океан. Китайська назва компанії збігається з ідіомою, що має значення «Велика і мирна держава».
За корпоративною легендою ідея заснування авіакомпанії виникла у Фаррелла під час бесіди в барі готелю «Маніла» столиці Філіппін з іноземними кореспондентами. Перший рейс літак Cathay Pacific, Douglas DC-3, названий Бетсі, на борту якого перебували обидва партнера, відбувся за маршрутом Гонконг-Маніла-Шанхай. На початку діяльності основними пунктами призначення авіакомпанії були Гонконг, Сідней, Маніла, Сінгапур, Шанхай та Кантон, однак регулярні рейси виконувалися лише між Бангкоком, Манілою та Сінгапуром.
1948 року Butterfield & Swire придбала 45% Cathay Pacific, Australian National Airways — 35%, а Фаррелл і де Канцев — по 10% кожний. Нова авіакомпанія почала діяльність 1 липня 1948 року і була зареєстрована як Cathay Pacific Airways (1948) Ltd 18 жовтня 1948. Swire пізніше придбала 52% Cathay Pacific і на сьогоднішній день 40% в компанії належить Swire Group через Swire Pacific.

### Розвиток у 1960-х, 1970-х і 1980-х
Авіакомпанія мала великий успіх в 1960-х роках: 1959 року був придбаний конкурент Hong Kong Airways, 1964 року було перевезено мільйонного пасажира, з 1962 по 1967 обсяг операцій подвоївся, було придбано перший реактивний літак (Convair 880), почалися міжнародні рейси в Японію. В 1970-х Cathay Pacific впровадила комп'ютерну систему резервування та льотні симулятори. 1979 року Cathay Pacific придбала перший Boeing 747 і запросила дозвіл на здійснення рейсів до Лондона. Розширення продовжилося у 1980-і, коли бурхливий розвиток економіки регіону стимулювало відкриття рейсів в Європу та Північну Америку. 1986 року Cathay Pacific стала публічною компанією.

### 1990-і
У січні 1990 року Cathay Pacific та її материнська компанія Swire Pacific придбали великий пакет акцій Dragonair і 60% акцій вантажний авіакомпанії Air Hong Kong. На початку 1990-х Cathay Pacific розпочала програму удосконалення пасажирського сервісу. Зелено-біла ліврея змінилася сучасною. На початку 1990-х Cathay Pacific розпочала програму модернізації флоту вартістю 9 млрд дол, внаслідок якої авіакомпанія отримала один з наймолодших флотів світу. 1996 року CITIC придбала 25% акцій Cathay Pacific, а Swire Group скоротила свою частку до 44%.
1997 року Велика Британія передала управління Гонконгом КНР. Велика частина літаків Cathay Pacific була зареєстрована в Гонконзі і мала номер реєстрації з індексом «VR». За умовами договору з британсько-китайською Joint Liaison Group (JLG) в грудні 1997 року реєстрація була змінена, з'явився префікс «B», який використовували КНР і Тайвань. До цього на хвостах літаків Cathay Pacific був зображений британський прапор, тож тепер цей прапор зник.

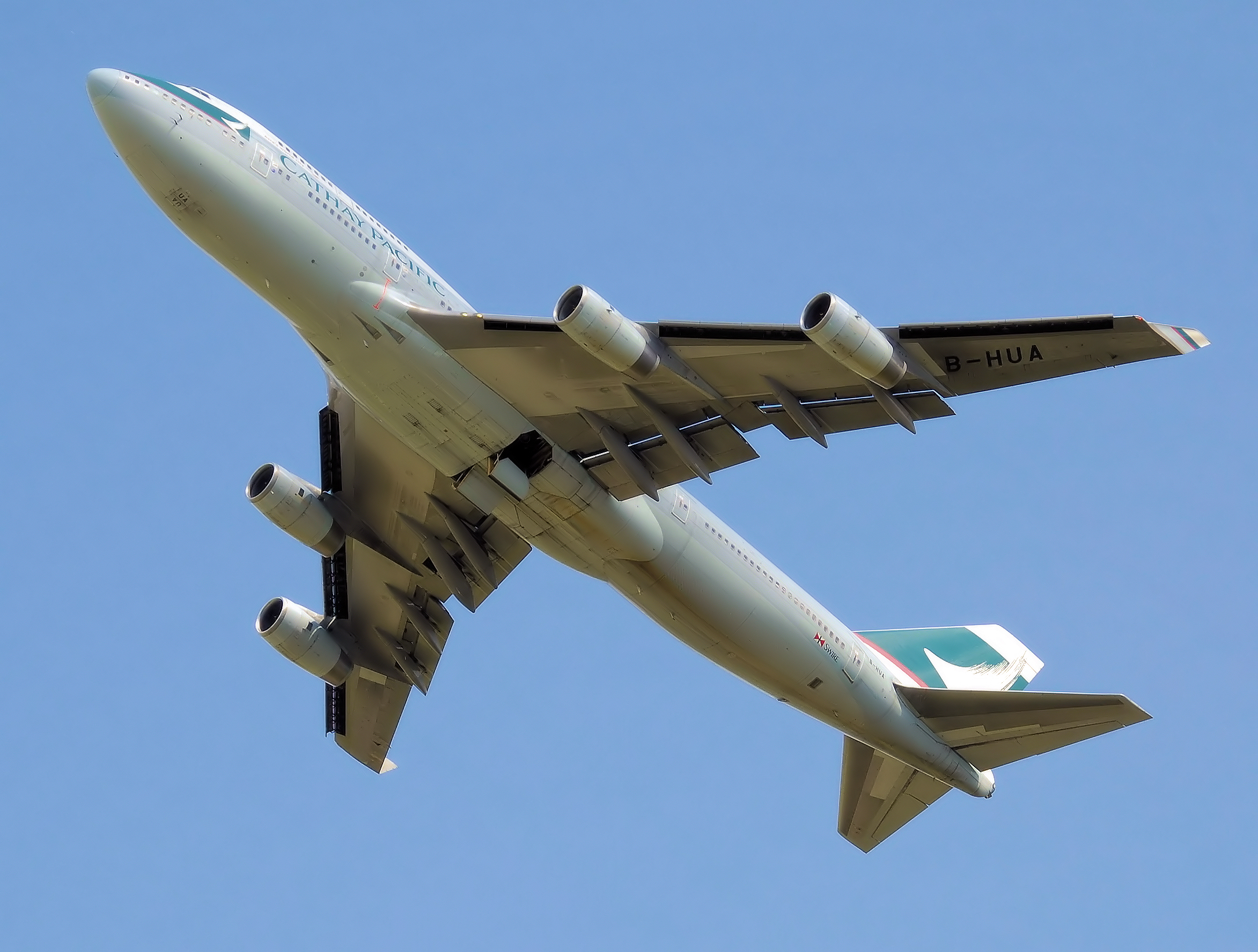
Злітає Boeing 747-400

У вересні 1998 року Cathay Pacific стала членом-засновником альянсу Oneworld.
1999 року була побудована нова штаб-квартира авіакомпанії, що отримала назву «Cathay City». Вона розташована в Міжнародному аеропорту Гонконгу.

### Справа 49-ти
9 липня 2001 року Cathay Pacific звільнила 49 з 1500 пілотів; з цієї події почалося так звана «справа 49-ти» (хоча загальна кількість звільнених становила 62 особи). Половина звільнених були першими пілотами, або 5% від загальної пілотської групи. З 21 керівників профспілки пілотів (HKAOA) було звільнено 9, включаючи чотирьох з семи переговірників.
Згодом Cathay запропонував 49 пілотам, звільненим 2001 року можливість повернутися на роботу у вантажний підрозділ, однак попередньо вони повинні були пройти інтерв'ю та психометричне тестування. 19 осіб прийняли пропозицію, 12 повернулися на роботу.

### Поглинання та реорганізація Dragonair
9 червня 2006 року Cathay Pacific придбав повний пакет акцій Dragonair, проте ця авіакомпанія продовжила роботу під своєю старою торговою маркою. Air China та її підрозділ, CNAC Limited, придбала 17,5% акцій Cathay Pacific, а Cathay Pacific подвоїла свою частку в Air China до 20%. CITIC зменшила пакет до 17,5%, а Swire зменшила свою частку до 40%.
Dragonair спочатку планувала розвиток мережі міжнародних авіаперевезень. Вона вже здійснювала рейси до Бангкока та Токіо, флот 2009 року повинен був збільшитися до 9 747-400BCF, нові рейси мали відкритися в Нью-Йорк, Лос-Анджелес, Чикаго, Сан-Франциско та Коламбус. Крім того були придбані три 3 A330-300 для рейсів до Сеула та Сіднея.
Проте до 2009 року ці плани не було здійснено. Почався процес ліквідації вантажного підрозділу авіакомпанії, припинилися рейси до Бангкока та Токіо. безпосереднім наслідком поглинання Cathay стало скорочення операцій та штату Dragonair. 2006 року в Dragonair працювало 3894 осіб, а до листопада 2008 року чисельність персоналу знизилася до 2 598.

## Флот
На квітень 2014 року пасажирський флот Cathay Pacific passenger складався з таких літаків:

### Галерея флоту

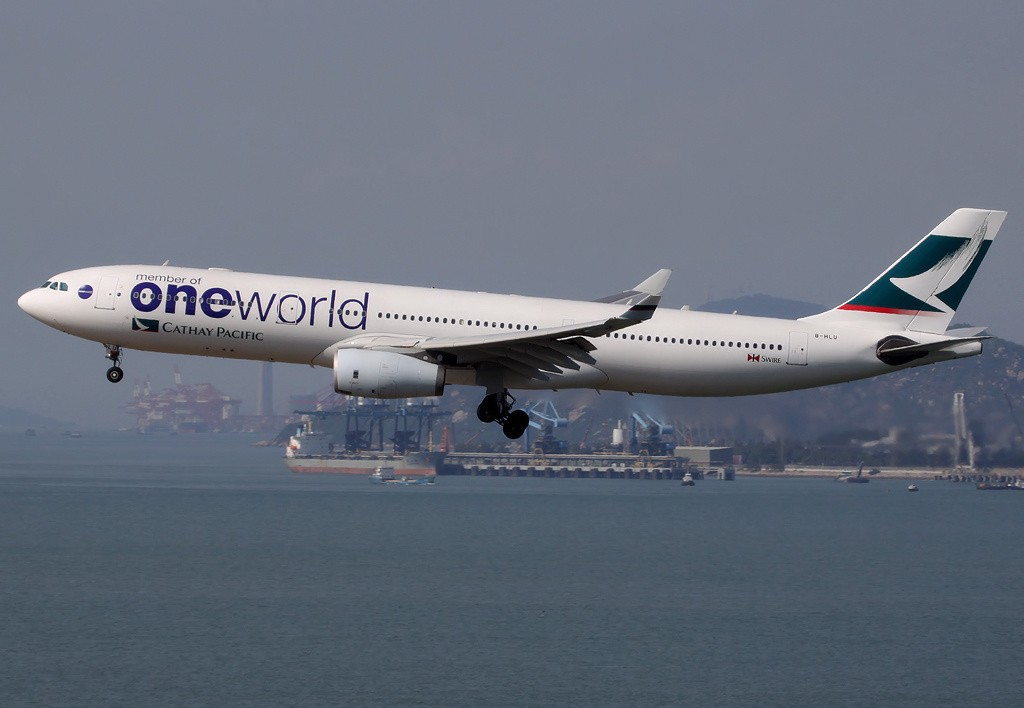
Airbus A330-300 (в лівреї Oneworld)
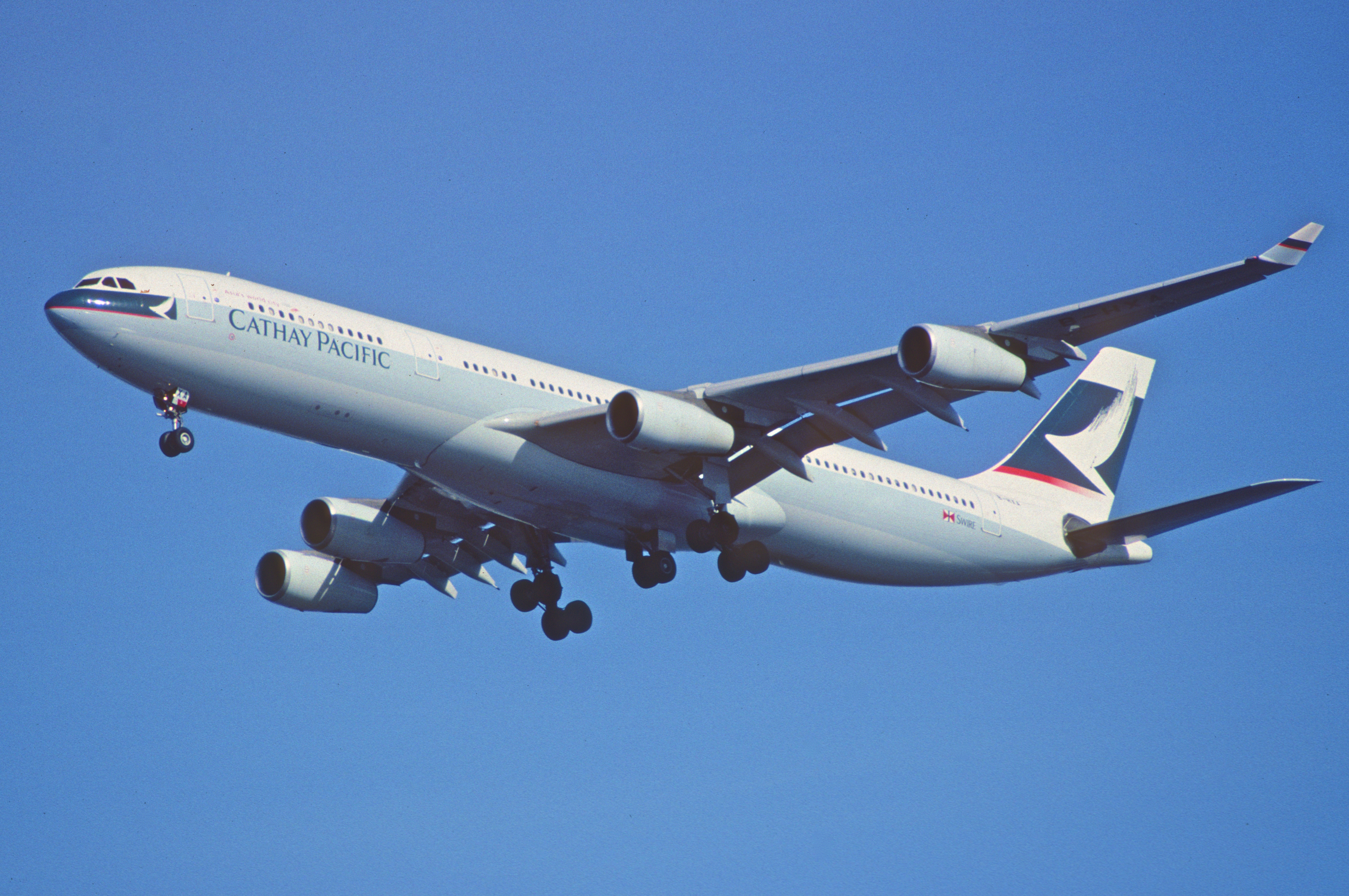
Airbus A340-300
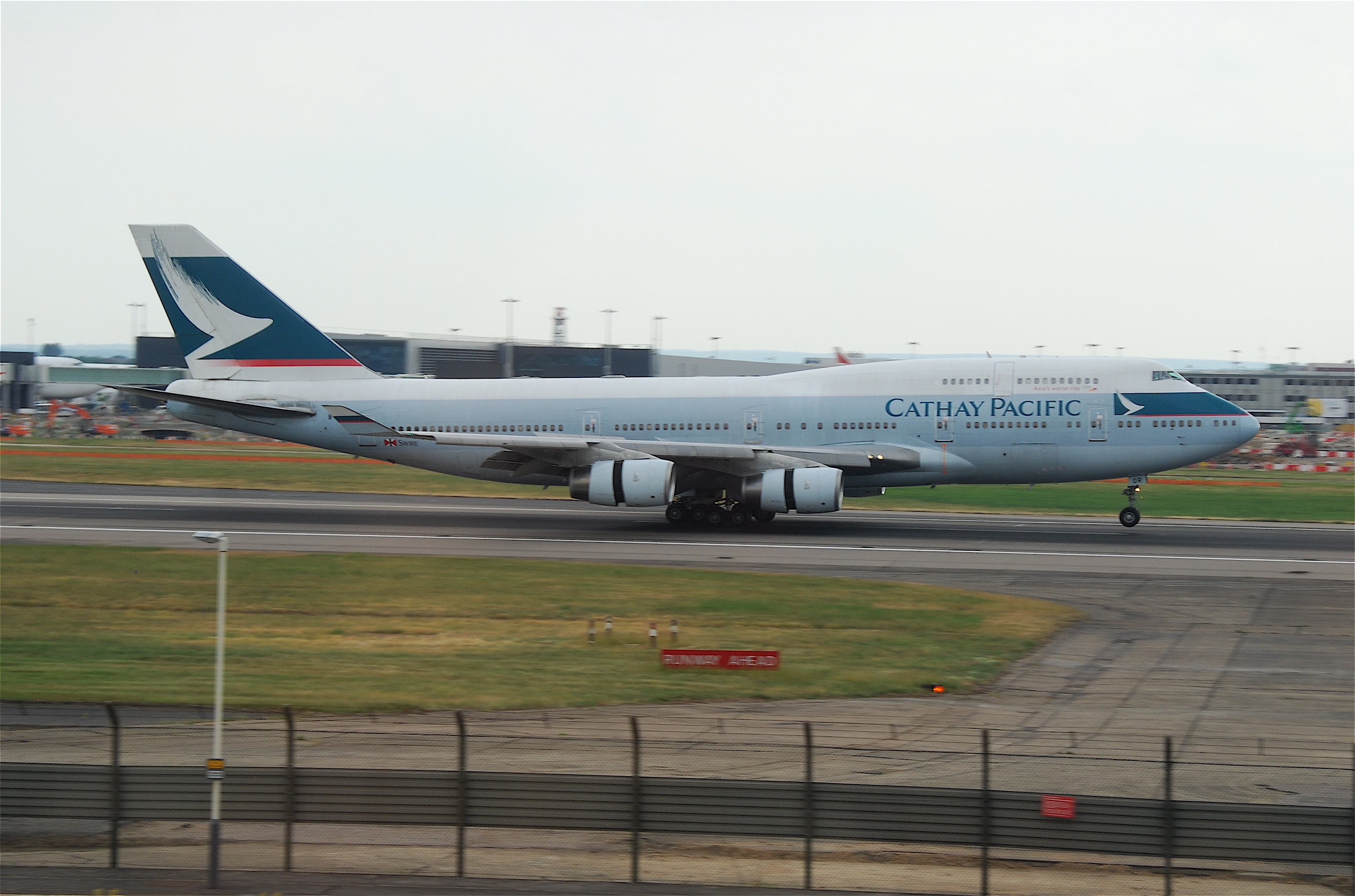
Boeing 747-400
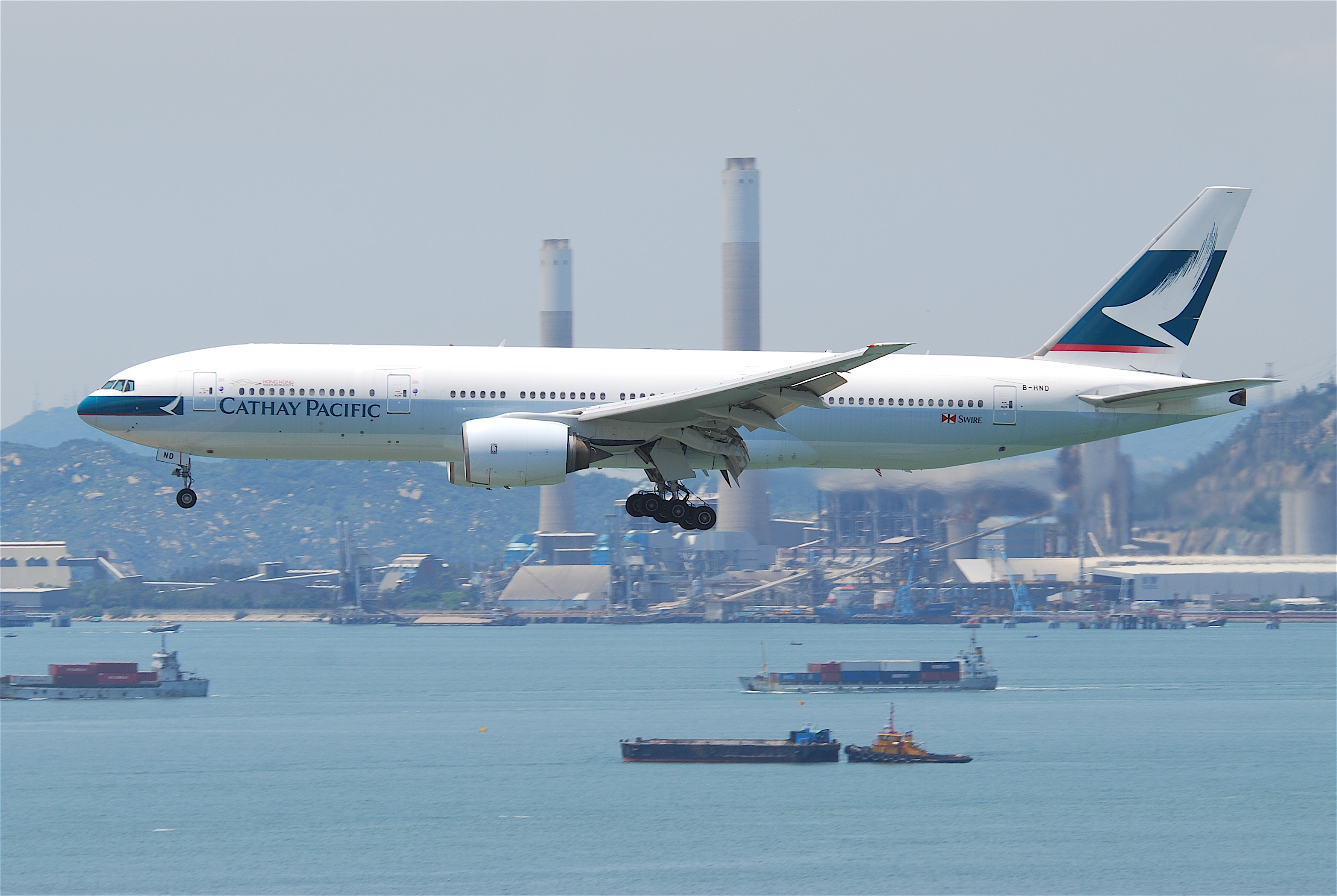
Boeing 777-200
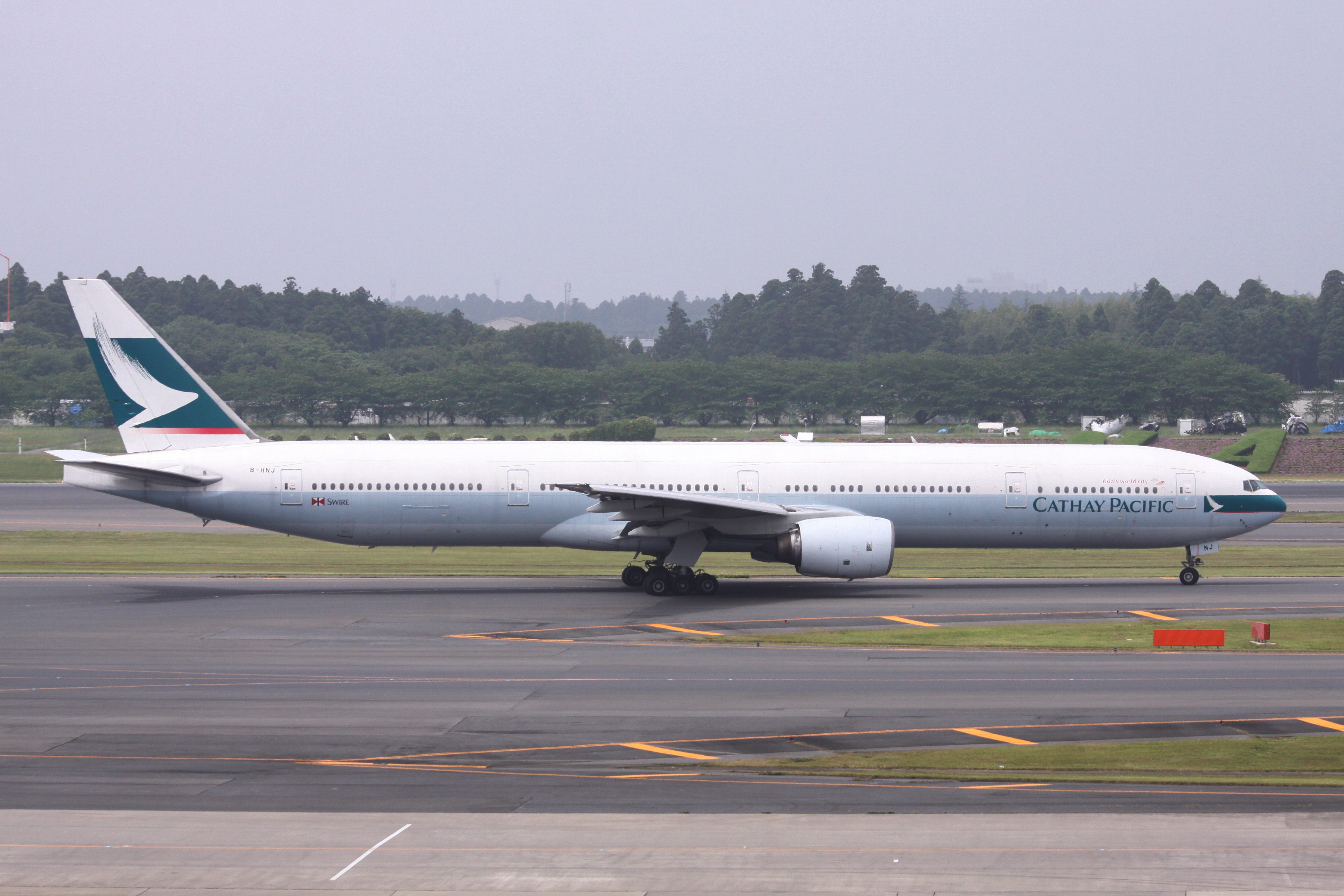
Boeing 777-300
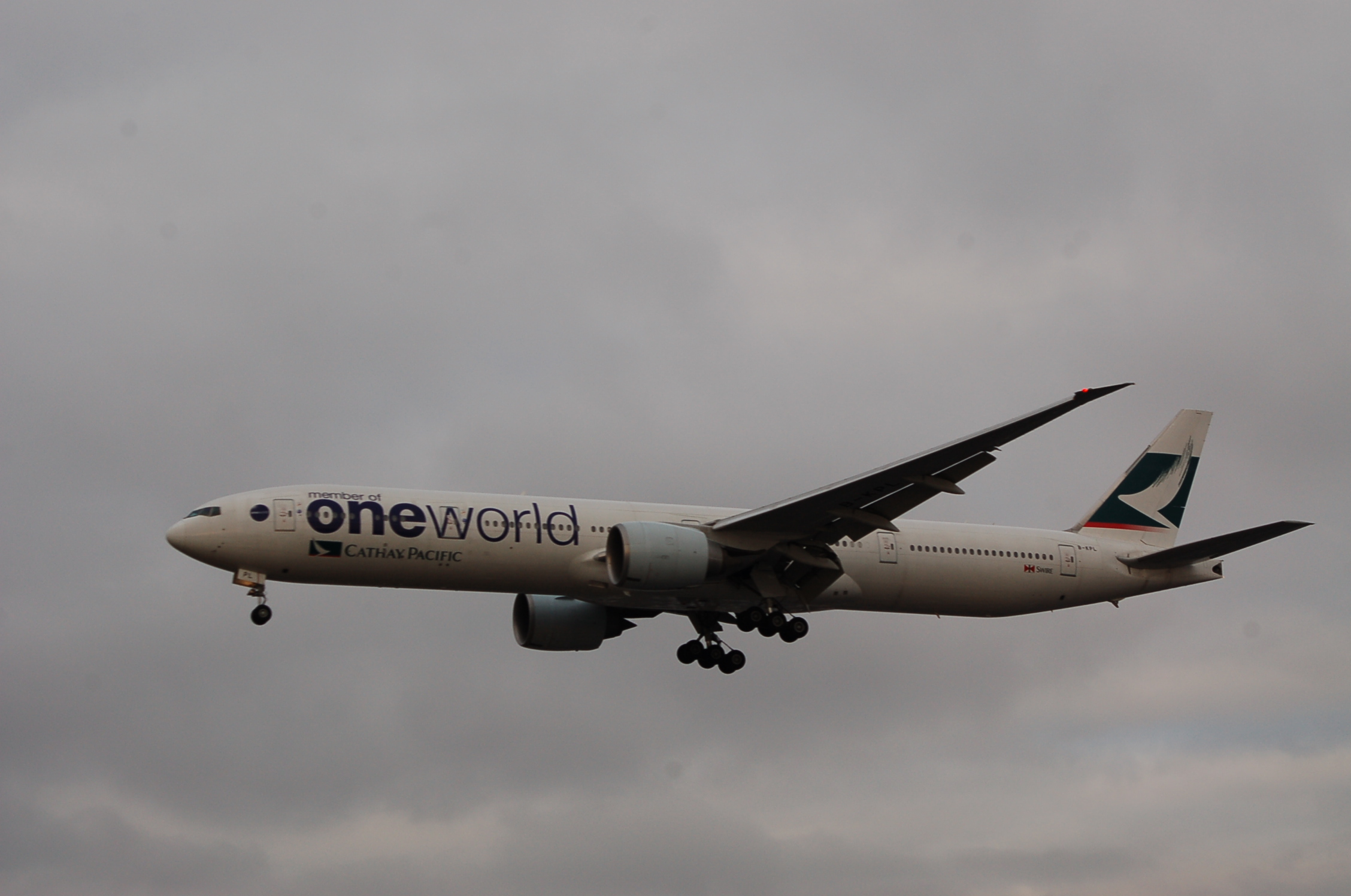
Boeing 777-300ER (в лівреї Oneworld)

## Авіакатастрофи та інциденти
- 24 лютого 1949 року — Екіпаж літака Douglas C-47A-90-DL (реєстраційний VR-HDG), що прямував регулярним рейсом з Гонконгу до Маніли, за умов поганої видимості спробував припинити захід на посадку й піти на друге коло. Лайнер врізався в пагорб на околиці водосховища Бремер, загинули всі 23 особи на борту[19]
- 16 червня 1948 гідроплан Міс Макао[en], що здійснював рейс з Макао в Гонконг, був захоплений чотирма особами, які вбили пілота після зльоту. Літак розбився в Дельті Перлової річки поблизу міста Чжухай. Двадцять шість осіб загинуло, вижив лише один чоловік — лідер терористів. Дана подія була першим захопленням комерційного літака в світі.
- 23 липня 1954 C-54 Skymaster рег. номер VR-HEU[en], що здійснював рейс з Бангкока в Гонконг, був збитий ВПС КНР над Південно-Китайським морем поблизу острова Хайнань. Десять осіб загинуло, вижило вісім. Cathay Pacific були принесені офіційні вибачення та виплачена компенсація.
- 5 листопада 1967 в Гонконзі Convair CV-880-22M-3 перелетів смугу аеропорту Каї Так. Три людини загинули, літак був списаний.
- 15 червня 1972 у валізі на борту Convair 880, що виконував рейс 700Z[en] з Бангкока в Гонконг, вибухнула бомба. Літак впав біля Плейку, В'єтнам. Загинули всі 81 осіб на борту.
- 13 серпня 2010 року — Літак Airbus A330-300 (реєстраційний B-HLL), регулярний рейс 780 з міжнародного аеропорту імені Джуанда (Сурабая) в Гонконг. Протягом усього польоту екіпаж боровся з проблемами в двигунах лайнера. При заході на посадку в аеропорту призначення пілоти не змогли повною мірою контролювати тягу двигунів, внаслідок чого лайнер здійснив приземлення на надто високій швидкості та отримав значні пошкодження. Розслідуванням встановлено причину інциденту, що полягала в заправці літака неякісним пальним в аеропорту Сурабаю[20].